# Anaconda 2 - Goana după Orhideea Blestemată
Anaconda 2 - Goana după Orhideea Blestemată (titlu original: Anacondas: The Hunt For the Blood Orchid) este un film american de aventură și de groază din 2004 regizat de Dwight H. Little. Rolurile principale au fost interpretate de actorii Johnny Messner, KaDee Strickland și Matthew Marsden. Este o continuare de sine stătătoare a filmului Anaconda și a doua ediție a seriei de filme Anaconda.

## Distribuție
- Johnny Messner - Bill Johnson
- KaDee Strickland - Sam Rogers
- Salli Richardson-Whitfield - Gail Stern
- Matthew Marsden - Dr. Jack Byron
- Eugene Byrd - Cole Burris
- Morris Chestnut - Gordon Mitchell
- Karl Yune - Tran Wu
- Nicholas Gonzalez - Dr. Ben Douglas
- Andy Anderson - John Livingston